# Các công trình của Jože Plečnik ở Ljubljana
Các công trình của Jože Plečnik ở Ljubljana - Thiết kế đô thị lấy con người làm trọng tâm là một Di sản thế giới được UNESCO công nhận vào năm 2021 ở Ljubljana, Slovenia. Nó bao gồm một số công trình nổi bật nhất của kiến trúc sư người Slovenia Jože Plečnik ở Ljubljana. Trong suốt giai đoạn giữa hai cuộc chiến tranh, Plečnik đã miệt mài làm việc để biến Ljubljana từ một thành phố trực thuộc tỉnh trở thành thủ đô của đất nước Slovenia bằng cách tạo ra một loạt các không gian công cộng và các trụ sở cơ quan cộng đồng, tích hợp chúng vào cấu trúc đô thị đã có từ trước của thành phố.
Các địa điểm bao gồm nhà thờ Thánh Micae ở Črna Vas và một loạt các công trình ở Ljubljana như: Phố Vegova với Thư viện Đại học và Quốc gia Slovenia từ Quảng trường Cách mạng Pháp đến Quảng trường Quốc hội, cầu Trnovo, Nhà thờ Thánh Phanxicô thành Assisi hay vườn các thánh ở nghĩa trang Trung tâm Žale.

## Danh sách
Dưới đây là 7 công trình của kiến trúc sư Jože Plečnik được UNESCO công nhận là Di sản thế giới:
| Tên                                                          | Hình ảnh                                                                           | Số hiệu UNESCO | Tọa độ                                        | Tài sản                   | Vùng đệm                   | Mô tả |
| ------------------------------------------------------------ | ---------------------------------------------------------------------------------- | -------------- | --------------------------------------------- | ------------------------- | -------------------------- | ----- |
| Cầu Trnovo                                                   | Trnovo bridge with Trnovo church in the background                                 | 1643-001       | 46°02′36″B 14°30′8″Đ / 46,04333°B 14,50222°Đ  | N/A                       | N/A                        |       |
| Hành lang xanh dọc theo phố Vegova                           | Congress square with Ljubljana Castle in the background                            | 1643-002       | 46°02′52″B 14°30′12″Đ / 46,04778°B 14,50333°Đ | N/A                       | N/A                        |       |
| Lối đi bộ dọc theo bờ kè và các cây cầu của sông Ljubljanica | Ljubljanica Sluice Gate                                                            | 1643-003       | 46°02′56″B 14°30′20″Đ / 46,04889°B 14,50556°Đ | 12,388 ha (30,61 mẫu Anh) | N/A                        |       |
| Bức tường La Mã tại Mirje                                    | Tái thiết lại bức tường La Mã với con đường                                        | 1643-004       | 46°02′45″B 14°29′54″Đ / 46,04583°B 14,49833°Đ | 0,72 ha (1,8 mẫu Anh)     | 1,055 ha (2,61 mẫu Anh)    |       |
| Nhà thờ Thánh Micae ở Črna Vas                               | Nhà thờ Thánh Micae, Črna Vas                                                      | 1643-005       | 46°00′44″B 14°30′21″Đ / 46,01222°B 14,50583°Đ | 0,281 ha (0,69 mẫu Anh)   | 12,984 ha (32,08 mẫu Anh)  |       |
| Nhà thờ Thánh Phanxicô thành Assisi                          | Side view of the church, entrance with columns and a spire covered by a green roof | 1643-006       | 46°04′6″B 14°29′49″Đ / 46,06833°B 14,49694°Đ  | 1,079 ha (2,67 mẫu Anh)   | 30,23 ha (74,7 mẫu Anh)    |       |
| Žale của Plečnik – vườn Các Thánh                            |                                                                                    | 1643-007       | 46°04′3″B 14°31′43″Đ / 46,0675°B 14,52861°Đ   | 1,323 ha (3,27 mẫu Anh)   | 45,752 ha (113,06 mẫu Anh) |       |